# Ike Turner
Izear Luster "Ike" Turner Jr. (Clarksdale, Mississippi, 1931. november 5. – San Marcos, Kalifornia, 2007. december 12.) kétszeres Grammy-díjas amerikai zenész, dalszerző, tehetségkutató és producer volt. Tina Turner férjeként volt ismert, akivel több dalt is készített a hatvanas-hetvenes években.
A rock'n'roll úttörőjének számít, Rocket 88 című dala ugyanis az első rock'n'roll dal. 
Ugyanakkor botrányos figurának is számít, mivel bántalmazta a feleségét és kábítószert is fogyasztott, amely miatt börtönben is ült.

## Élete
1931. november 5.-én született Clarksdale-ben, Ike Wister Turner néven. Eleinte boogie-woogie zenét játszott, amelyet Pinetop Perkinstől tanult. Később megtanult gitározni.
Az 1940-es években alapította meg saját együttesét, Kings of Rhythm néven. 1951-ben a Sun Studios-ban (Memphis) rögzítették Rocket 88 című dalukat, amelyet sokan az első rock'n'roll dalnak tartanak.
1956-ban ismerkedett meg egy tinédzser lánnyal, akit Anna Mae Bullocknak hívtak. 1958-ban összeházasodtak, és Anna Mae Tina Turner néven lett ismert. Ezt követően Ike & Tina Turner néven léptek fel, több slágerük is volt, például az "I Idolize You" vagy a "Poor Fool". A duó azonban 1973-ban feloszlott.
Turner 2007-ben hunyt el drogtúladagolásban. 76 éves volt.